# Хайнрих I (Спонхайм-Боланден)
Вижте пояснителната страница за други личности с името Хайнрих I.
Хайнрих I фон Спонхайм (на немски: Heinrich I von Sponheim; * ок. 1255; † сл. 21 март 1311 или 1314) от род Спанхайми-Кройцнах е граф на предното Графство Спонхайм и господар на Боланден-Даненфелс. Той е основател на линията Боланден-Даненфелс.

## Биография
Той е вторият син на граф Симон I фон Спонхайм-Кройцнах († ок. 1265) и съпругата му Маргарета фон Хаймбах/Хенгебах (1218 – 1291/1299), дъщеря на Еберхард III фон Хаймбах/Хенгебах, фогт фон Цюлпих († 1237), и Елизабет фон Хохщаден († сл. 1253), дъщеря на Лотар I фон Аре-Хохщаден.
Той управлява заедно с братята му Йохан I фон Спонхайм-Кройцнах († 1291) и Еберхард. През 1277 г. следва подялба на територията под ръководството на роднините му от долното графство Спонхайм и на графовете на Сайн.

## Фамилия
Първи брак: пр. 1 септември 1277 г. с Кунигунда фон Боланден († сл. 15 януари 1295), дъщеря на Филип V фон Боланден-Енхайм († 1276) и Лукардис (Кунигунда) фон Боланден-Хоенфелс († ок. 1286). Те имат децата:
- Филип фон Спонхайм-Боланден († 1338), граф на Спонхайм в Боланден, женен I. 1320 / пр. 20 януари 1323 г. за Елизабет фон Катценелнбоген († май 1338), родители на Хайнрих II фон Спонхайм-Боланден; II. пр. 18 септември 1326 г. за рауграфиня Лиза фон Алтенбаумберг († сл. 1334)
- Имагина († 1341), омъжена за Еберхард VII фон Ербах, Шенк цу Ербах († 1327), родители на Хайнрих I фон Ербах
- Елизабет

Втори брак: с Агнес фон Рункел-Вестербург († 1 януари/6 май 1339), дъщеря на Хайнрих I фон Вестербург († 1288) и Агнес фон Изенбург-Лимбург († 1319). Те имат дъщеря:
- Агнес († 1339), омъжена за граф Рупрехт III (Роберт) фон Вирнебург († 1352)